# Grupa Operacyjna „Bielsko”
Grupa Operacyjna „Bielsko” (GO „Bielsko”) – grupa operacyjna Wojska Polskiego II RP.
Grupa Operacyjna „Bielsko” powstała 23 marca 1939 roku. W kampanii wrześniowej 1939 walczyła w składzie Armii „Kraków”. W nocy z 2 na 3 września 1939 GO „Bielsko” otrzymała kryptonim „Boruta”. W jej skład przejściowo weszła m.in. 10 Brygada Kawalerii Zmotoryzowanej płk. Stanisława Maczka.

## Organizacja GO „Bielsko” we wrześniu 1939 roku
- Kwatera Główna GO „Bielsko”
- 126 pluton pieszy żandarmerii
- 207 kompania asystencyjna
- 6 Dywizja Piechoty
- 21 Dywizja Piechoty Górskiej
- 45 Dywizja Piechoty (Rezerwowa) (nie została sformowana)
- 1 Brygada Górska
- III/12 pułku piechoty
- 51 samodzielna kompania czołgów rozpoznawczych

Załoga Oświęcimia:
- bataliony marszowe 73 i 75 pułków piechoty (z Grupy Operacyjnej „Śląsk”) z działonem haubic;
- część saperów armii.

Lotnictwo wojskowe:
- klucz 4 samolotów myśliwskich (z 3 dywizjonu 2 pułku lotniczego) ppor. W. Króla na lotnisku Aleksandrowice pod Bielskiem;
- 23 eskadra obserwacyjna – lotnisko Palczowice pod Zatorem

## Obsada personalna dowództwa i sztabu
- dowódca grupy – gen. bryg. Mieczysław Boruta-Spiechowicz
- dowódca artylerii – płk Ludwik Buczek
- oficer sztabu – mjr Stanisław Panek
- dowódca saperów – ppłk Leon Mecugoff
- szef sztabu – ppłk dypl. Władysław Krawczyk
- szef Oddziału II – mjr dypl. Kazimierz Zboiński
- pomocnik – rtm. dypl. Zygmunt Dzieślewski
- szef Oddziału III – kpt. dypl. Józef Kuropieska
- szef Oddziału IV (kwatermistrz) – mjr dypl. Stanisław Fieldorf
- dowódca łączności – mjr łącz. Jan Antoni Gustek †1940 Charków[1]
- kierownik kancelarii – kpt. Ignacy Borowski
- komendant Kwatery Głównej – kpt. Robert Bałowski